# Imperatrice Wu
L'Imperatrice Wu, conosciuta anche come Wu Zetian 武則天 (Guangyuan, 17 febbraio 624 – Luoyang, 16 dicembre 705), fu l'unica imperatrice cinese a fondare la propria dinastia, chiamata Zhou 周 e regnò col nome di « imperatore Shengshen » 聖神皇帝 dal 690 al 705. La sua ascesa e il suo regno furono fortemente criticati dagli storici confuciani, ma certi aspetti sono stati rivalutati a partire dagli anni cinquanta.

## Biografia

### Le origini
La tradizione la fa nascere a Chang'an, capitale dell'impero, ma gli annali indicano che il padre si trovava di ruolo nel Sichuan al momento della sua nascita, è stata proposta anche la città di Guangyuan.
Il suo nome non è menzionato negli annali ufficiali. Poiché lei stessa si diede in seguito il nome di Wu Zhao 武曌, per cui fece creare un carattere fino a quel momento inesistente, è stata suggerita l'ipotesi che il suo nome fosse stato Zhao 照.
Il padre, Wu Shihuo (577-635), un artigiano, aveva saputo crearsi delle aderenze nel suo lavoro. Era riuscito ad ottenere un posto di sottufficiale, quindi si era distinto nella campagna militare del 617, ottenendo finalmente il titolo invidiabile di duca di Taiyuan (Shanxi), nella regione d'origine della famiglia Wu. L'imperatore Gao Zu, fondatore della Dinastia Tang, gli avrebbe dato in sposa in seconde nozze una donna sulla quarantina, figlia di un parente della famiglia imperiale Sui di nome Yangda. Darà alla luce tre figlie, tra cui la futura imperatrice. Diventata vedova, sembra che non abbia ricevuto il minimo sostegno di nessuna delle parti della famiglia d'origine e ancora meno dai cognati di Wu Zetian.

### Da concubina a imperatrice
La famiglia Wu si era elevata al di sopra della condizione ordinaria, ma l'ascesa del padre era troppo recente per farne una vera grande famiglia. Wu entra quindi come concubina di modeste estrazioni sociali tra i 12 e i 14 anni di età nel gineceo di Tai Zong con il grado di concubina di talento, uno dei più bassi. Come da tradizione riceve un nuovo nome e viene chiamata Mei Niang. Non sapendo come mettersi in mostra né piacere all'imperatore resterà per dodici anni in questa posizione, fino alla morte di Tai Zong. Sembra che non sia nemmeno riuscita ad attirare l'attenzione del principe ereditario, il futuro Gao Zong. Alla morte di Tai Zong si ritirò nel tempio buddhista di Gan Ye Si dove tradizionalmente venivano recluse le concubine vedove che non avevano avuto figli.
Mei Niang viene fatta uscire da Gao Zong con l'approvazione dell'imperatrice in carica, su sollecito della famiglia Wang, che vede in lei una subalterna docile e capace di allontanare l'imperatore dalla principale rivale di lei, Xiao Shu Fei. Mei Niang mostra molto attaccamento nei confronti della sua protettrice, e per un certo periodo tutto sembra funzionare come previsto. Tuttavia, a partire dal suo ritorno a palazzo all'età di 28 anni manifesta l'attitudine a stringere alleanze e tramare intrighi, come anche un'ambizione personale poco comune, che di lì a poco si concretizzerà. Mentre il suo favore presso Gao Zong aumenta (gli darà sei figli su dodici da lei partoriti), tesserà una rete di fedelissimi, radunati tra i nemici dell'imperatrice. È ancora concubina, ma il suo grado è aumentato in maniera considerevole: raggiunto il livello di zhaoyi, è ora la quinta dama di corte nella gerarchia del gineceo e la prima per influenza dopo Gao Zong.
Un giorno, una delle sue figlie nate da poco viene ritrovata morta per strangolamento dopo una visita dell'imperatrice. La futura Wu Zetian accusa quindi quest'ultima di omicidio, riuscendo a convincere l'imperatore a ritirarle il titolo, nonostante le proteste dei ministri. Nel 655, divenuta finalmente imperatrice, farà arrestare, torturare e giustiziare i suddetti ministri, tra cui anche Xiao Shu Fei. Secondo alcuni storici cinesi, Wu Zetian avrebbe ucciso di persona la figlia per raggiungere i suoi scopi.

### Da imperatrice consorte a imperatrice regnante
Il seguito conferma l'ascendente di Wu Ze Tian sull'imperatore, favorita in questo forse dalla salute cagionevole in cui questi si trovava in seguito a un infarto. Wu si siede regolarmente al suo fianco (probabilmente dissimulando dietro a una finta veste come vuole la tradizione) e lo consiglia. In un documento che riassume i suoi «dodici propositi», dà prova di grande saggezza politica: preconizza un abbassamento delle tasse, incentivi a favore dell'agricoltura, l'incoraggiamento del pluralismo di opinioni.

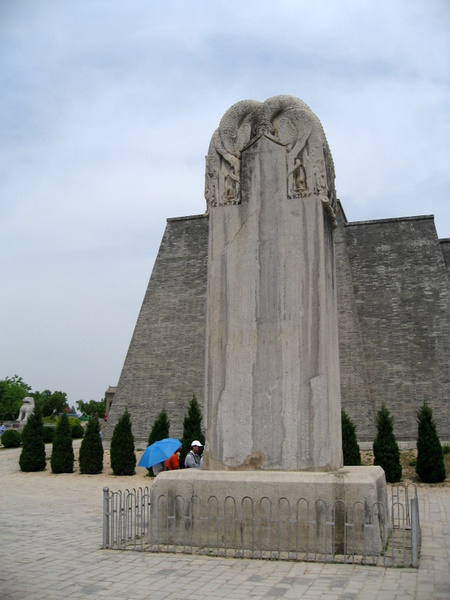
Tomba dell'imperatrice Wu e del marito Gao Zong (Qianling mausoleum, Chang'an)

Perseguendo il suo cammino verso il potere, fa aggiungere il suo clan d'origine, Wu, tra quelli di primaria importanza nel registro ufficiale delle grandi famiglie. Si sbarazza in seguito dei ministri e dei consiglieri più ostili. Dei quattro figli che dà a Gao Zong, i primi due sono molto apprezzati dall'imperatore e dai ministri. Saranno in seguito designati principi ereditari, ma Wu Ze Tian stessa li allontanerà dal potere. Entrambi moriranno: il più vecchio, Li Hong, di avvelenamento, il secondo, Li Xian, assassinato dopo essere stato degradato e bandito. Esattamente come già per sua figlia, gli storici accusano lei stessa di avere ordinato la loro morte.
Il terzo figlio, di carattere estremamente docile, raggiunge il titolo di principe ereditario. Diventerà in un secondo tempo imperatore alla morte del padre nel 683 sotto il nome di Zhong Zong, ma Wu Ze Tian rimane incaricata della politica come Gao Zong aveva stabilito nelle sue ultime volontà. Poco dopo, poiché Zhong Zong si stava prendendo troppe libertà per i gusti della madre, lo fa dimettere e sostituire da Rui Zong.
Wu Ze Tian già prepara la sua ascesa al trono. Cambia il nome di Luoyang in Shendu (città divina), svelando così la sua intenzione di spostare la capitale dell'impero e attribuisce nuovi titoli ai funzionari di palazzo. L'intenzione che si nasconde dietro a queste trasformazioni non sfugge ad un certo numero di oppositori che cercano di porvi fine. Nel 684 deve fare reprimere una rivolta condotta da Xu Jing Ye, un dignitario bandito.
Conferma la sua reputazione di avere un destino senza precedenti. Si fa così presentare da un nipote del clan Wu una pietra che si diceva scoperta nel fiume Luo (da cui sarebbero appena usciti i trigrammi Yi Jing), su cui è incisa la frase: «Venuta di una santa madre che riprenderà con clamore la funzione imperiale». Cambia allora il nome dell'era in Yong Chang (eternità e prosperità); ci saranno diciotto cambi di era durante il suo regno.
Si fa attribuire da Rui Zong e dai ministri l'appello reverenziale di «Santa madre e imperatrice divina». Per sancire meglio il suo titolo fa creare allo stesso tempo dal letterato Zong Qin Ke una decina di caratteri nuovi che dovranno sostituire i sinogrammi di origine.
Nel 690, nel giorno della festa del doppio nove, degrada Rui Zong dal titolo di principe ereditario e si proclama «imperatore della dinastia Zhou» 周. Sostiene infatti che la sua dinastia discenda dall'antica dinastia Zhou, di cui caldeggia il primo re, Wen Wang, fondatore della propria dinastia sotto il nome di imperatore Shi Zu Wen. Il padre di Wu Ze Tian viene nominato postumamente imperatore Xiao Ming e lei stessa viene nominata imperatore Sheng Shen. Il suo nipote preferito, Wu Cheng Si, riceve ugualmente un titolo.
L'imperatrice morì nel 705, all'età di 80 anni, e fu sepolta accanto al marito Gao Zong nel Qianling mausoleum, vicino alla capitale Chang'an, sul monte Liang. Le successe sul trono il figlio Zhong Zong.

### La sua politica
Continua ad attuare la sua nuova linea politica, in cui convivono disposizioni da governo assoluto illuminato e misure dispotiche e crudeli.
Riporta la selezione dei funzionari pubblici all'idea originaria, cioè di scegliere i migliori, completando la messa in pratica di uno schema introdotto sotto la dinastia Sui, in cui i candidati sono esaminati in modo imparziale e l'origine familiare non ha influenza. Generalmente sceglie e promuove i suoi consiglieri e ministri senza riguardo particolare alla loro posizione sociale o al loro clan.
Probabilmente questa politica le giova nel mantenere la concordia nel suo campo.
Sostiene l'espansione del buddismo; il budda Vairocana della grotta di Fengxian è la statua più celebre di quelle che l'imperatrice avrebbe commissionato a Longmen.
Dietro consiglio di un suo ministro, instaura un sistema di informazioni sullo stato dell'impero, nella forma di quattro urne poste nel palazzo, dove informatori possono lasciare un messaggio nel caso ci siano situazioni che mettano in pericolo l'impero. Un documento precisa che questi informatori devono essere trattati con riguardo durante i loro viaggi verso e dalla capitale.
Inoltre, fa uso di "inquisitori"  incaricati di estorcere con la tortura informazioni ai suoi nemici, in particolare i membri del clan Li e i loro sostenitori, e di giustiziarli; il clan Li aveva dato vita alla dinastia Tang. Questo sistema opera per circa dieci anni, dopo i quali Wu Zetian, ora sostanzialmente priva di nemici provenienti dalle grandi famiglie, fa giustiziare gli inquisitori stessi, in un tentativo di prendere le distanze con il loro operato.

### L'indipendenza impossibile
La sua ascesa verso un impero totale si scontra con ostacoli dovuti alle tradizioni sociali e familiari: se una donna può regnare indipendentemente dalla famiglia del marito, e dirigere da sola il paese, alla sua morte la dinastia prosegue con la famiglia del marito stessa. Questo risulta sgradito a Wu Zetian, che punta a essere riconosciuta come un'imperatrice a tutti gli effetti, anche dopo la morte. Dopo la sua ascesa al trono, trama per annientare la famiglia Li; promuove a incarichi sempre più importati gli uomini del suo proprio clan di origine, Wu, e pare a un certo momento che voglia designare come erede un suo nipote anziché il suo proprio figlio. È tuttavia consapevole che non potrà mai essere all'origine di una dinastia Wu. Sceglie quindi di lasciare il suo nuovo impero agli eredi della dinastia Tang, i suoi figli. A 74 anni, raduna i figli ancora vivi e annuncia loro solennemente l'intenzione di nominare come principe ereditario il maggiore dei due figli, che sarà poi l'imperatore Zhongzong (la tradizione vuole che il nipote mancato erede, Wu Chengsi , sia morto a causa del dolore).

### La morte
Nel 704 si ammala e non è più in grado di incontrare i suoi ministri. Una nuova ribellione scoppia nel 705, condotta dal primo ministro  Zhang Jian (張柬) che l'obbliga ad abdicare in favore del successore, il quale restaura la dinastia Tang. Uno degli obiettivi del colpo di Stato è porre fine alle trame dei due favoriti, i fratelli Zhang Yizhi (張易之) e Zhang Changzong (張昌宗), accusati di essere i suoi amanti. Wu Zetian si ritira nel palazzo di Shangyang (上陽宮) a sud est di Luoyang. Suo figlio le attribuisce un titolo consolatorio, quello di "Grande e santo imperatore Zetian" (Zetian Dasheng Huangdi, 則天大聖皇帝).
Muore poco dopo. Nel documento presentato come le sue ultime volontà, ma incerto, ella richiede che il titolo di imperatore attribuitole da Zhongzong sia trasformato in "imperatrice" e che sia sepolta come tale vicino a Gaozong. Ripristina la posizione delle famiglie dell'imperatrice Wang, di Xiaoshufei e il rango dei funzionari e ministri estromessi durante il regime degli inquisitori.
Il suo nome postumo cambierà diverse volte, fino a stabilirsi nel 749 in "Imperatrice Zetian Shunsheng" (Zetian Shunsheng Huanghou 則天順聖皇后).

## Promemoria
Wu Zetian è raffigurata nel Wu Shuang Pu di Jin Guliang (無雙譜, Tavola degli eroi incomparabili).